# El Mole
El Mole (en catalan dialectal ; motle / motlle en orthographe moderne standard ; littéralement « le moule ») est une revue politique humoristique et satirique publiée à Valence (Espagne) entre 1837 et  le début des années 1840.
Défendant des idées républicaines et anticentraliste, elle était très critique envers le pouvoir.
Il s'agit de la première revue de l'époque contemporaine entièrement publiée en valencien et elle a profondément marqué le panorama de la presse populaire régionale. Ses influences se retrouveront dans de multiples initiatives analogues ultérieures, à commencer par un certain nombre entreprises par l'écrivain Josep Bernat i Baldoví. Son modèle de langue était basé sur un valencien apitxat — le parler de la ville de Valence et sa comarque — populaire, contenant de nombreux vulgarismes et hispanismes.
Elle atteint les 3 000 abonnés en 1840, ce qui est notable compte tenu de sa nature et de son époque.
Dès son premier numéro, paru le 1er février 1837, le journal se présente comme une publication au caractère nettement démocrate et républicain. Son promoteur était Josep María Bonilla Martínez (es).

## Public ciblé et autorat

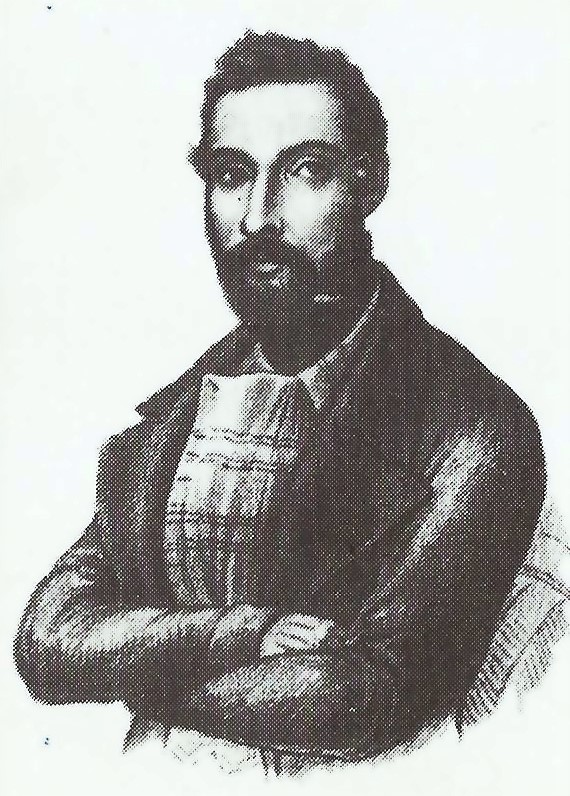
Portrait de Josep Maria Bonilla.

Sur la couverture figurait toujours une gravure représentant un paysan de l'Horta vêtu en costume populaire et traditionnels, portant notamment saragüells, chapeau et espadrilles, exprimant graphiquement le public ciblé par la revue, appartenant essentiellement au secteur agricole, et qui s'identifiait avec un valencien au caractère dialectal très marqué, avec l'adoption d'une graphie très hispanisée et basée sur la prononciation  apitxada. Cet usage novateur du valencien avait pour claire l'intention de viser ce public populaire. Comme le souligne Enric Balaguer, ce choix est lié au rôle de premier plan joué par les paysans valenciens dans l'expansion de l'idéologie libérale. Pendant des siècles, les paysans de l'Horta avaient en effet constitué un des piliers contre les abus de l'Ancien Régime au Pays valencien ; de plus, ils étaient susceptibles de rejoindre les rangs de l'armée carliste, comme l'illustre la vigueur de ce mouvement dans une grande moitié septentrionale de la région vers la même période.
El Mole est fondamentalement lié à la figure de Josep Maria Bonilla (Valence, 1808 - 1880), avocat aux idées libérales. Le profil idéologique de ce dernier est celui d'un libéral idéaliste, ennemi convaincu du carlisme, également tenacement critique envers le modérantisme et les mesures idéologiques modérées. Ainsi, sous sa direction, El Mole adopte de plus un caractère de conscience critique caractéristique de la révolution libérale, y compris à l'époque où les secteurs les plus progressistes occupent le pouvoir.

## Histoire
El Mole de la première période était structuré autour d'une série de sections, avec une certaine variabilité néanmoins en fonction des besoins de chaque numéro.
La fin de cette première époque de publication doit être comprise en lien avec l'action législative du gouvernement de l'époque qui, le 20 février 1837, promulgua une nouvelle loi sur la presse renforçant le contrôle sur les journaux. Conformément à cette nouvelle réglementation, El Mole fut bientôt dénoncé : le 26 avril à cause d'un article critique à l'égard des nouvelles unités de cavalerie acquises pour l'armée ; trois mois plus tard, la deuxième plainte contre le journal émanait d'un particulier mécontent d'un article critiquant la répartition des fonds publics. L'arrivée au pouvoir des modérés, le 18 août, compliqua grandement l'existence du journal dirigé par Bonilla, qui publia dans les rues le dernier numéro de sa première période le 18 du même mois.
On sait qu'en 1854 Bonilla lança une brève suite de la deuxième période d'El Mole, mais aucune copie n'en subsiste. Pour connaître la troisième période de publication, il faut attendre janvier 1855, date à laquelle l'écrivain profite de l'arrivée des progressistes au pouvoir pour relancer son projet éditorial. Selon Laguna et Ortega, c'est l'époque où El Mole reflète de manière plus claire et plus directe l'idéologie de son auteur, déjà de plus en plus critique à l'égard du progressisme au pouvoir et plus proche des postulats du parti démocrate, avec qui ne cache presque plus ses sympathies :

« Le parti démocrate de Valence est indéniable par sa multitude, puissant par l'union qu'il maintient malgré tous ceux qui utilisent toutes sortes d'intrigues, d'impostures et de calomnies pour le diviser. Le parti démocrate pur et honnête est le seul qui est destiné à œuvrer pour le salut du pays. »

Au cours des mois que dure cette troisième période d'El Mole, Bonilla prit place dans le monde politique de Valence et finit par être nommé administrateur du Conseil municipal constitutionnel de la capitale, une position qu'il rejetta car incompatible avec son métier de journaliste. Ce divorce entre praxis politique et idéalisme blesse paradoxalement Bonilla, qui se retrouve interrogé et discrédité dans son rôle d’agitateur social. Selon Laguna et Ortega, « La contradiction de l'idéaliste qui sépare théorie et pratique condamne Bonilla et son journal à la disparition. Contrairement à ce que l'on pouvait attendre, son renoncement à l'engagement politique a gravement affecté son image et, surtout, sa crédibilité. »
De 1856 à 1863, lorsqu'il reprit la publication d' El Mole, Bonilla vécut quelques années retiré à Castellón, se consacrant à la pratique du droit et à l'enseignement. Ce sont des années de tristesse et de découragement. Après la clôture de cette période, le 2 novembre 1863, El Mole parut à nouveau, cette fois comme supplément au journal El Porvenir de Valence, initialement avec l'intention de se distancer complètement des questions politiques. A partir de cette époque, la couverture de la publication change. Désormais, on peut voir un agriculteur parler à un homme de lettres, donnant l'impression de l'instruire, fidèlement à l'esprit original d'El Mole. Selon José Enrique Peláez Malagón, à cette époque la revue augmentait la radicalité de certains de ses postulats. La vision de Bonilla est déjà celle d'un idéaliste désillusionné, fatigué et déçu par un processus révolutionnaire qui, de son point de vue, n'a conduit qu'à la corruption et au désir de richesse : « Tout comme les libéraux des années 1920 disaient la constitution ou la mort, maintenant On dit « manger ou rien ». » Le dernier numéro de cette quatrième ère parut le 2 mars 1864.

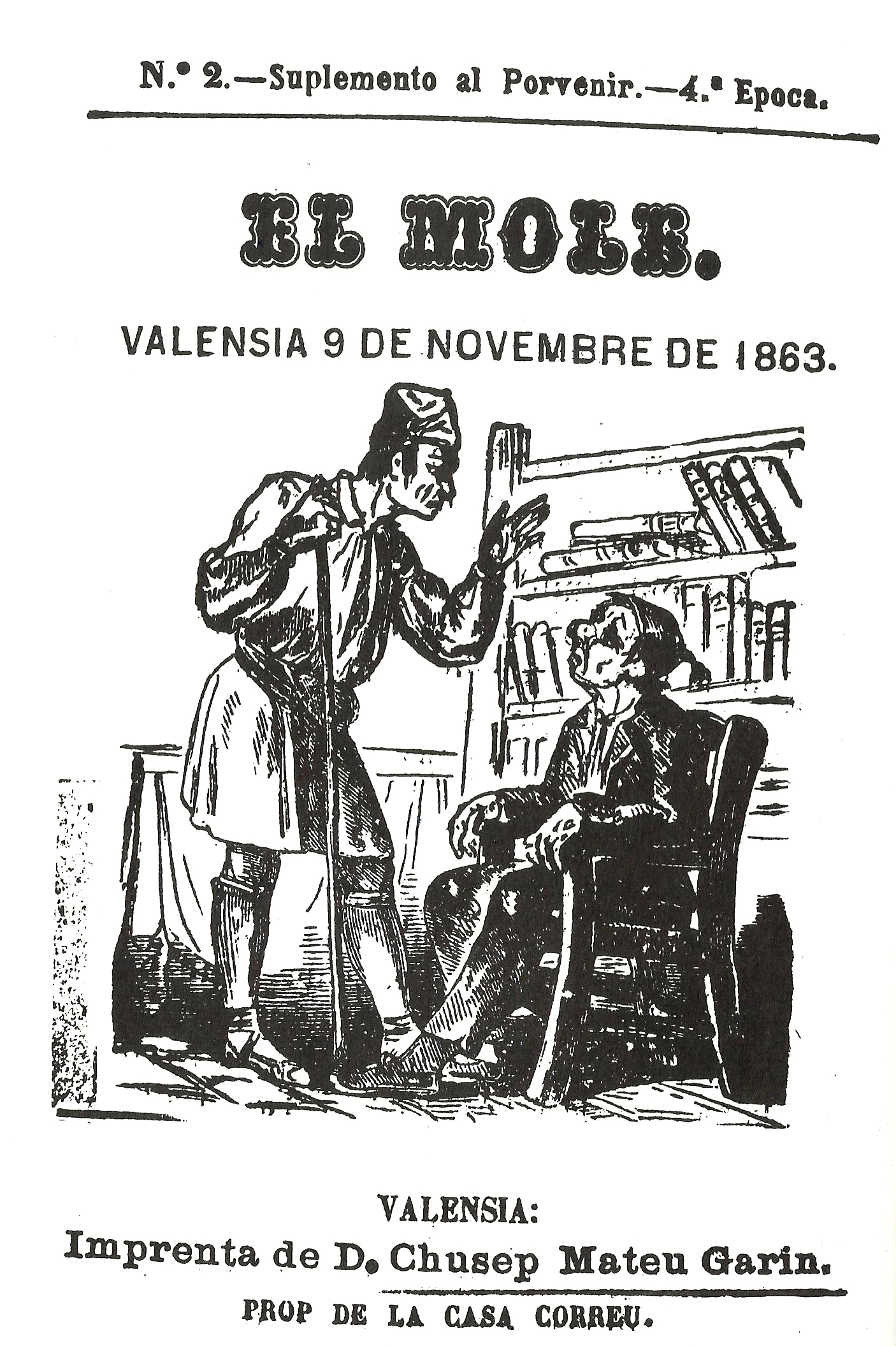
Couverture du Môle correspondant à sa quatrième période (1863).

## Style et idéologie
L'idéologie du journal combinait libéralisme exalté, républicanisme et un discours néo-foralistes, revendication de l'ancien royaume de Valence  qui rejoignait le nouveau fédéralisme en plein essor en Espagne.

## Héritage
El Mole marque un jalon important dans la presse satirique, qui finit par acquérir une influence sociale significative. La revue sera une source d'inspiration fondamentale pour de futures revues, en particulier la plus populaire d'entre elles, La Traca, ainsi que pour des membres des nouvelles générations d'écrivains comme Josep Bernat i Baldoví, le grand écrivain de la satire valencienne au XIXe siècle.